# ゲルニカ (映画)
『ゲルニカ』（スペイン語: Guernica）は、2016年制作のスペインの映画。1937年に起きたゲルニカ爆撃を背景にした作品。日本では劇場未公開。

## キャスト
- ヘンリー・ハウエル：ジェームズ・ダーシー（吹替：森川智之）
- テレサ・アスコティア：マリア・バルベルデ（吹替：清水理沙）
- ワシル・ミキアビッチ：ジャック・ダヴェンポート（吹替：置鮎龍太郎）
- マルタ・フォニール：イングリッド・ガルシア・ジョンソン（吹替：森千晃）
- マルコ・ナヴァス：アレックス・ガルシア（吹替：奥田寛章）
- バルバラ・ゴエナガ
- バーン・ゴーマン